# 関出
関 出（せき いずる、1948年 - ）は、元東京芸術大学教授、東京藝術大学名誉教授。

## 経歴
- 1948年（昭和23年）12月、神奈川県鎌倉市で生まれる
- 1967年(昭和42年）、神奈川県立鎌倉高等学校を卒業
- 1972年（昭和47年）、東京藝術大学美術学部絵画科日本画専攻卒業
- 1974年（昭和49年）、東京藝術大学大学院美術研究科日本画修士課程修了
- 1983年（昭和58年）、東京藝術大学美術学部専任講師
- 1994年（平成6年）、助教授
- 2001年（平成13年）- 2016年(平成28年）、教授
- 2009年(平成21年）- 2015年(平成27年）、東京藝術大学大学美術館 館長（兼任）
- 2016年（平成28年）3月、東京藝術大学退任
- 2016年（平成28年）4月、名誉教授

## 画歴
- 1972年（昭和47年）- 東京藝術大学卒業制作／買上（大学美術館収蔵）
- 1974年（昭和49年）- 東京藝術大学大学院修了制作／サロン・ド・プランタン賞
- 1975年（昭和50年）・1983年（昭和58年）・1991年（平成3年）- 創画会春季展賞
- 1981年（昭和56年）- 創画会賞
- 1983年（昭和58年）- 山種美術館賞展優秀賞（山種美術館収蔵）
- 1994年（平成6年）～1995年（平成7年）-（財）日本航空協会「空の日芸術賞・派遣在外研修員」スイス
- 1995年（平成7年）- 天竜川絵画展準大賞（浜松市秋野不矩美術館収蔵）

## その他経歴
- 公益社団法人日本モンゴル協会会員（1993年 - ）
- 教科用図書検定調査審議会（文部省委員：2000年 - 2001年、文部科学省臨時委員：2001年 - 2008年、委員：2008年 - 2010年）
- 大学評価・学位授与機構学位審査会専門委員（2003年 - 2014年）
- 公益財団法人美術文化振興協会理事（2003年 - 、常務理事：2014年 - ）
- 大学設置・学校法人審議会専門委員文部科学省（2005年 - 2008年）
- 尾道市立大学大学院美術研究科非常勤講師（2005年 - 2015年）
- 多摩美術大学造形表現学部造形学科非常勤講師（2006年 - 2016年、客員教授：2016年 - 2017年）
- 公益財団法人文化財虫害研究所会員（2009年 - ）
- 一般財団法人東京国立博物館協力会理事（2010年 - 2016年）
- 一般社団法人日本美術家連盟会員（2014年 - 、日本画部委員2016年-2018年）
- 東海大學（台湾）非常勤講師（2014年）
- 広島市立大学大学院非常勤講師（2014年）
- 倉敷芸術科学大学芸術学部非常勤講師（2014年）
- 静寛院和宮奉賛会評議員（2014年 ｰ ）
- ライデン大学（オランダ）客員教授（2015年）
- 駿河半紙技術研究会会員（2016年 - ）
- 公益財団法人日本芸術協会理事（2018年 - ）

## 所属学会
- 一般財団法人東方学会（2001年 - ）
- 一般社団法人日本接着学会（2001年 - ）
- 一般社団法人文化財保存修復学会（2002年 - ）
- 一般社団法人日本鉱物科学会（2007年 - 、旧日本鉱物学会：2002年 - ）

## 受託研究等
- 科学研究費助成事業（文部科学省・日本学術振興会）
- 基盤研究(B)　海外学術調査
- 独立行政法人科学技術振興機構(JST)　A-STEP探索タイプ

- 『中国における「岩彩画」の登場と戦後日本画のメチエ』
  - 研究代表者、2010-2012　報告書-東京藝術大学附属図書館蔵

- 『チョウザメ（浮袋）からのアイシングラス試作評価』
  - 研究代表者、2013-2014　報告書-東京藝術大学附属図書館蔵

- 『絵画用紙の諸相とその発揮について』
  - 研究代表者、2007-2013　報告書-東京藝術大学附属図書館蔵
  - 相手先機関名：株式会社小津商店 小津産業株式会社

- 『チョウザメの浮袋（鰾）によるアイシングラスの製法研究』
  - 研究代表者、2012-2013　報告書-東京藝術大学附属図書館蔵
    - 相手先機関名：株式会社フジキン

- 『竹紙の絵画用紙としての改質研究』
  - 研究代表者、2013-2014　報告書-東京藝術大学附属図書館蔵
  - 相手先機関名：中越パルプ工業株式会社